# Lio

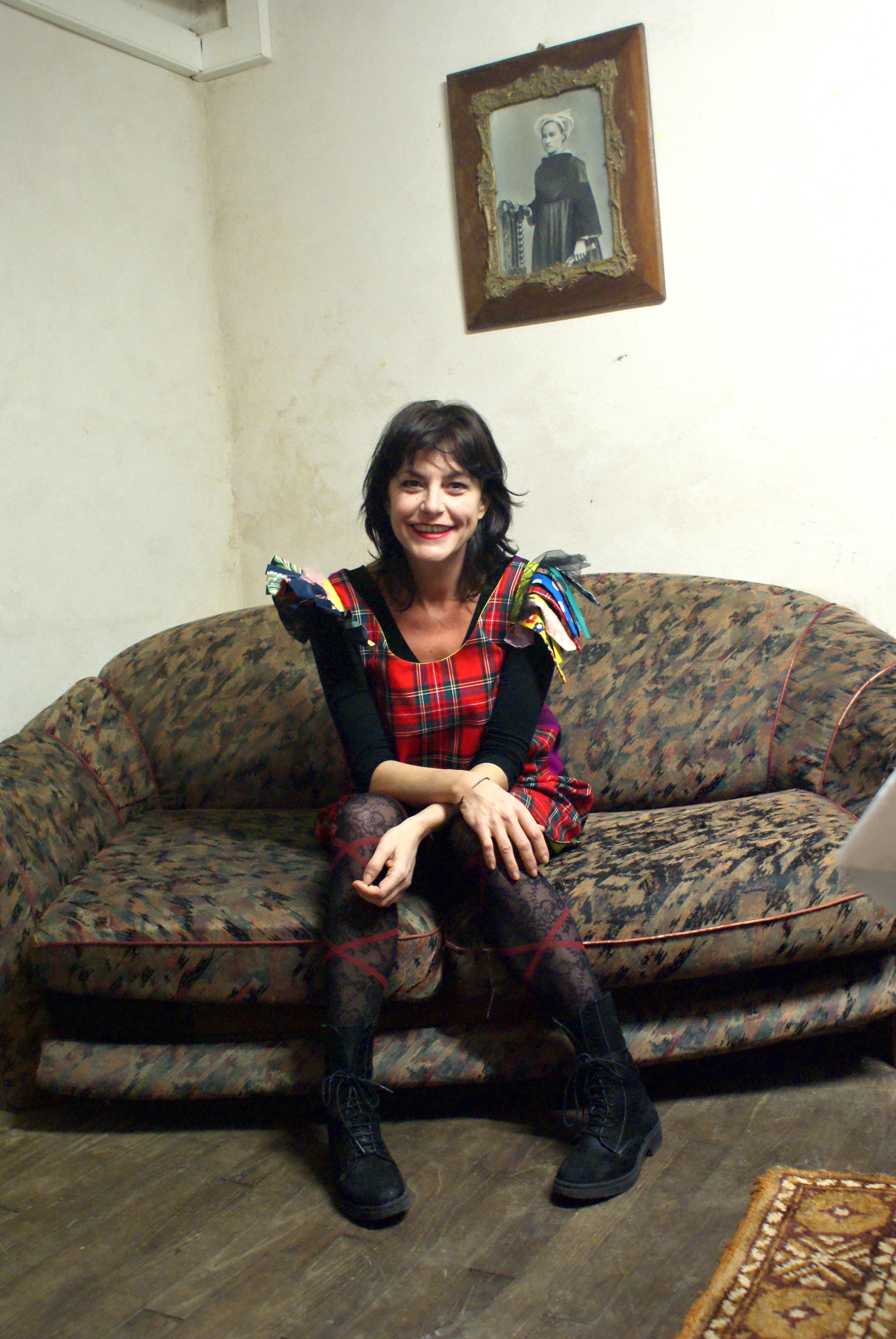
Lio im Januar 2010

Lio (* 17. Juni 1962 als Vanda Maria Ribeiro Furtado Tavares de Vasconcelos in Mangualde, Portugal) ist eine belgische Sängerin und Filmschauspielerin.
Sie ist die ältere Schwester der belgischen Schauspielerin, Sängerin und Autorin Helena Noguerra.

## Leben
2018 nahm sie an der neunten Staffel der französischen Tanzshow Danse avec les stars teil.

## Diskografie

### Alben
| Jahr | Titel                    | Höchstplatzierung, Gesamtwochen, AuszeichnungChartplatzierungen (Jahr, Titel, Platzierungen, Wochen, Auszeichnungen, Anmerkungen) | Höchstplatzierung, Gesamtwochen, AuszeichnungChartplatzierungen (Jahr, Titel, Platzierungen, Wochen, Auszeichnungen, Anmerkungen) | Anmerkungen |
| Jahr | Titel                    | FR | BEW | Anmerkungen |
| ---- | ------------------------ | --- | --- | ----------- |
| 2006 | Dites au prince charmant | FR105 (5 Wo.)FR | BEW46 (10 Wo.)BEW |             |
| 2018 | Lio canta Caymmi         | — | BEW141 (3 Wo.)BEW |             |

Weitere Alben
- 1980: Lio
- 1982: Suite sixtine
- 1983: Amour toujours
- 1986: Pop model
- 1988: Can can
- 1991: Des fleurs pour un cameleon
- 1996: Wandatta
- 2000: Je suis comme ça

### Singles
| Jahr | Titel Album                                       | Höchstplatzierung, Gesamtwochen, AuszeichnungChartsChartplatzierungen (Jahr, Titel, Album, Platzierungen, Wochen, Auszeichnungen, Anmerkungen) | Anmerkungen |
| Jahr | Titel Album                                       | FR | Anmerkungen |
| ---- | ------------------------------------------------- | --- | ----------- |
| 1986 | Les brunes comptent pas pour des prunes Pop Model | FR10 (20 Wo.)FR |             |
| 1987 | Fallait pas commencer Pop Model                   | FR5 (22 Wo.)FR |             |
| 1987 | Je casse tout ce que je touche Pop Model          | FR22 (12 Wo.)FR |             |

Weitere Singles
- 1979: Le banana split
- 1980: Sage comme une image
- 1980: Amoureux solitaires
- 1981: Amicalement votre
- 1982: Mona Lisa
- 1983: Zip a doo wah
- 1983: La reine des pommes
- 1984: Téteou? (Lio et Jacky)
- 1988: La Bamba
- 1988: Chauffeur
- 1988: Seulent les filles pleurent
- 1989: Tu es formidable
- 1990: The Girl from Ipanema
- 1991: L’autre joue
- 1996: Tristeza
- 2000: Je suis comme je suis

### Gastbeiträge
| Jahr | Titel Album         | Höchstplatzierung, Gesamtwochen, AuszeichnungChartsChartplatzierungen (Jahr, Titel, Album, Platzierungen, Wochen, Auszeichnungen, Anmerkungen) | Anmerkungen          |
| Jahr | Titel Album         | FR | Anmerkungen          |
| ---- | ------------------- | --- | -------------------- |
| 2007 | Les matins de Paris | FR14 (18 Wo.)FR | Teki Latex feat. Lio |

## Filmografie
- 1983: Les années 80
- 1985: Elsa, Elsa
- 1986: Golden Eighties
- 1988: Der Löwe (Itinéraire d’un enfant gâté)
- 1989: Liebe, Betrug und andere Leidenschaften (Chambre à part)
- 1991: Schmutziger Engel (Sale comme un ange)
- 1991: Jalousie
- 1992: Nach der Liebe (Après l’amour)
- 1992: Sprachlos (Sans un cri)
- 1993: La madre muerta
- 1994: Personne ne m’aime – Niemand liebt mich (Personne ne m’aime)
- 1995: La niña de tus sueños (L’enfant du mal)
- 1995: Dieu, l’amant de ma mère et le fils du charcutier
- 1997: Peccato
- 1997: Palmyra
- 2002: Carnages
- 2003: Je tourne avec Almodovar
- 2003: Colette (Fernsehfilm)
- 2004: Eine französische Hochzeit (Mariages!)
- 2005: Les Invisibles
- 2007: Die Unsanfte (Pas douce)
- 2007: Die letzte Mätresse (Une vieille maîtresse)
- 2008: Ein starkes Gift (Un poison violent)
- 2013: Henri